# 미타크호른
미타크호른(독일어: Mittaghorn)은 스위스 베른주와 발레주 사이의 경계에 위치한 베른 알프스의 산이다. 라우터브루넨 벽의 중앙에 위치해 있다.